# Szilvás-kő
Szilvás-kő (más néven Szilváskő) 625 (vagy 626) méter magas hegy Nógrád vármegyében, közel az országhatárhoz, Salgótarján mellett. Bazaltos vulkáni működés során keletkezett tanúhegy, valójában hasadék- vagy kráterkitöltés. A hegy a Karancs–Medves Tájvédelmi Körzet területén található.
2 kilométeres tanösvényt alakítottak ki Szilvás-kőn a hely geológiai értékeinek bemutatására.
Az út során látható többek között a riolittufára települő, a Nógrádi-szénmedence alsó, ún. III. telepét, a szén kitermeléséhez kihajtott tárók felszakadásainak lövészárokszerű nyomait, lávafolyásból keletkezett egymásra merőleges bazaltoszlopokat, a központi vulkán megmaradt kürtőjét a 20-25 méter magas bazaltoszlopokkal, a szénbányászat hatására keletkezett hasadékok és az ezekből nyíló, ún. konzekvenciabarlangokat. A hasadék mikroklímája miatt gyakran még a nyár végén is található benne firn.